# Andreas Gregor
Andreas Gregor (n. 27 aprilie 1955, Dresda, RDG) este un timonier ce a reprezentat Republica Democrată Germană, medaliat olimpic. A participat la o ediție a Jocurilor Olimpice (1980) în care a câștigat o medalie de aur.

## Participări
Lista de mai jos prezintă principalele competiții la care a participat Andreas Gregor de-a lungul carierei.
- rowing at the 1980 Summer Olympics – men's coxed four[*][4]